# Колосовская, Юлия Константиновна
Юлия Константиновна Колосовская (7 августа 1920 г., Наро-Фоминск — 29 марта 2002 г., Москва) — советский российский историк-антиковед, доктор исторических наук, сотрудник Института всеобщей истории РАН, специалист по истории римских провинций и народов Подунавья.

## Биография
Юлия Константиновна Колосовская родилась 7 августа 1920 г. в Наро-Фоминске в семье военного. В 1934 году семья переехала в Москву. Окончив школу в 1938 году, Ю. К. Колосовская поступила на исторический факультет Института философии, литературы и истории. В 1941 году ИФЛИ был объединен с МГУ. Колосовская специализировалась по кафедре древней истории. После МГУ работала политредактором (цензором) в Московском областном и городском управлении по делам литературы и издательства. В 1949 году поступила в аспирантуру МГПИ им. В. И. Ленина. В 1953 году под руководством проф. В. Н. Дьякова была защищена кандидатская диссертация «Дакия в период кризиса III века н. э.».
С 1953 года работала в Институте истории АН СССР младшим научным сотрудником сектора истории древнего мира, откуда была направлена редактором в журнал «Вестник древней истории». Сначала она была редактором отдела критики и библиографии, с 1955 — редактором отдела докладов и сообщений, с 1958 — редактором отдела истории древнего Рима, с 1963 — ответственным секретарем журнала, с 1976 — заместителем главного редактора, с 1989 — членом редакционного совета.
В 1973 году защитила докторскую диссертацию на тему «Паннония в I—III вв. н. э.».
Помимо службы в редакции и работы над собственными публикациями активно участвовала в конференциях, в том числе международных, посвященных истории придунайских народов и территорий: в Венгрии (1958), Румынии (1968), Югославии (1974), Австрии (1980), Чехословакии (1982).

## Научная деятельность
Основной областью научных интересов Ю. К. Колосовской была история римских провинций Подунавья — Дакии, Паннонии, а также Далмации и Норика. Разрабатывались проблемы их романизации, завоевания и падения римского владычества, ветеранского землевладения, коллегий императорского культа, развития рабства, роли императорских отпущенников в романизации. В 1972 году результаты исследований обобщаются в монографии «Паннония в I—III вв. н. э.», которая легла в основу её докторской диссертации.
Также изучались взаимоотношения Римской империи с племенным миром Европы. Этой проблематике посвящены статьи 80-х — начала 90-х годов и обобщающая монография «Рим и мир племен на Дунае в I—IV вв. н. э.» (2000). В этой работе затронуты история племен и народов на Дунайском лимесе и проблема формирования социально-экономической структуры римских провинций.
Участвовала в создании коллективных трудов «Рабство в западных провинциях Римской империи», «История Венгрии», «Культура древнего Рима», «Истории Молдавской ССР», «Истории Европы», «Человек и общество в античном мире», «Истории Румынии».

## Основные работы
Книги
- Паннония в I—III вв. М., 1973.
- Рим и мир племен на Дунае в I—IV вв. н. э. М., 2000

Статьи
- К истории падения римского господства в Дакии // ВДИ. 1955. № 3. С. 63-84.
- О романизации Дакии // ВДИ. 1957. № 1. С. 81-101.
- Рабство в дунайских провинциях // Е. М. Штаерман, В. М. Смирин, Н. Н. Белова, Ю. К. Колосовская. Рабство в западных провинциях Римской империи I—III вв. М., 1977. С. 120—207.
- Римский провинциальный город, его идеология и культура // Культура древнего Рима / ред. Е. С. Голубцова. Т. 2. М., 1985. Гл. 4.
- История Европы / ред. Е. С. Голубцова. Т. 1. М., 1988. Гл. 12,2; 15,2; 17,3.
- Из истории идеологии позднеримского общества Паннонии // Культурная и общественная мысль: Античность. Средние века. Эпоха Возрождения / ред. Л. С. Чиколини. М., 1988. С. 29-41.
- Образ римской женщины в Паннонии // Женщина в античном мире / ред. Л. П. Маринович. М., 1995. С. 142—155.
- Некоторые вопросы истории взаимоотношений Римской империи с варварским миром // ВДИ. 1996. № 2. С. 146—166.
- Гостеприимство в системе ius gentium древнего Рима // Ius Antiquum. 1999. № 1. С. 81-98[3].